# Județul Roman (antebelic)
Județul Roman a fost o unitate administrativă de ordinul întâi din Vechiul Regat al României (existent în perioada antebelică). Județul se afla în regiunea istorică Moldova, iar reședința era orașul Roman.

## Așezare și limite

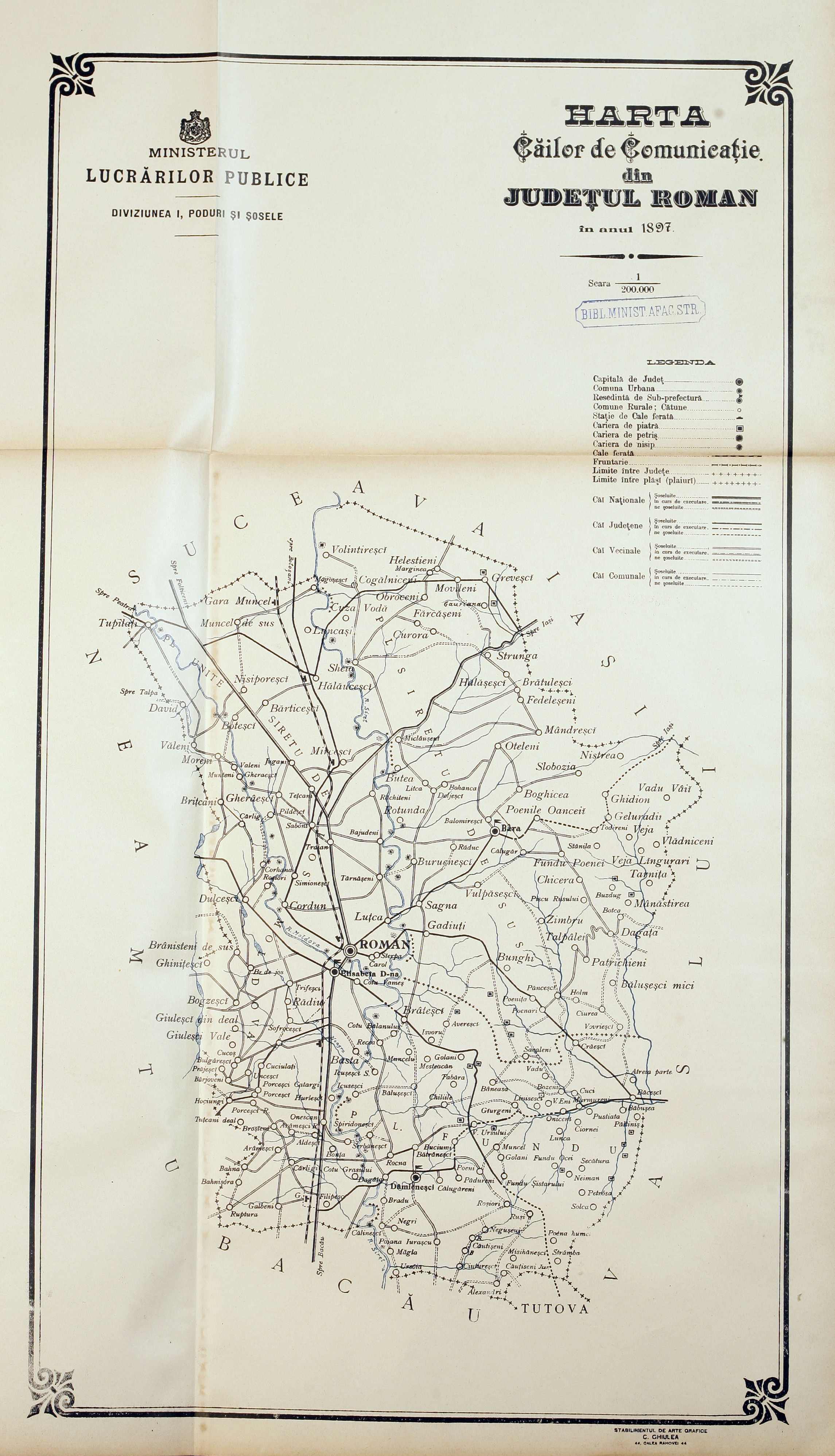
Harta județului Roman în Atlasul Căilor de Comunicații din 1897

Județul Roman era situat în nordul României, într-o zonă de șes pe ambele maluri ale râului Siret. Se învecina cu județele Neamț, Bacău, Tutova, Vaslui, Iași și Suceava.

## Istoric
În anul 1864, domnitorul Alexandru Ioan Cuza dă prima lege de organizare administrativ-teritorială modernă a teritoriului României. Legea prevedea împărțirea țării în 33 de județe, având ca subdiviziuni plășile și comunele (urbane și rurale). Județele și comunele erau investite cu personalitate juridică și cu organe deliberative și executive: consiliul județean și prefectul (acesta din urmă ca reprezentant al guvernului în teritoriu), respectiv consiliul comunal
și primarul (în calitate de reprezentant al guvernului în teritoriu). Plășile erau simple subdiviziuni ale județelor, fără personalitate juridică, conduse de subprefecți, cu atribuții de supraveghere și control asupra autorităților comunale.
Județul antebelic Roman era împărțit în 4 plăși: Siretul de Sus, Siretul de Jos, Moldova și Fundul. În 1902, plășile Siretul de Jos și Moldova erau deja unite, având un singur subprefect. Județul avea o comună urbană și 59 comune rurale.
La Strunga se găseau ape minerale sulfuroase și exista și un stabiliment balnear. Pe teritoriul comunei Elisabeta-Doamna și pe moșia statului Pâncsești-Dragomirești, la 5 km sud de orașul Roman, era o școală de agricultură. Ca meserii tradiționale se practicau: tâmplăria în Tupilați; rotăria în Văleni, Pustieta, Corneiul, Valea lui Ene, Băcești, Boghicea, Slobozia, Sagna și Todireni; căruțăria înainte de 1902 în Iugani și Hălăucești; linguri, albii și fuse în Păltinișul, Solca, Veja-Lingurari, Vulpăsești, Ghideon, Nistra și Vadul Vejei; juguri în Vaduri; dogărie în târgușorul Băcești; olăria în Muncelul de Sus, Izvorul, Linsești, Iucșa, Oțeleni, Mănăstirea, Chicera, Hândrești și Dulcești; fierăria în Fundul Ocii; frânghieria în Mărmureni și Galbeni; cojocăria în Lițca și Gherăești; mangalul în Bunghi; rogojinile la Dulcești și țesăturile de lână, mai mult în satul Bahna.
Pădurile acopereau aproape toată partea de est și cea de vest a județului, precum și culmea Dealului-Mărului-Golani cu toate ramificațiile ei.

## Marca
Cantitatea grâului ce se seamănă în acest județ, în raport cu suprafața sa și cultura altor cereale, precum și calitatea superioară a acestuia, a determinat ca marca (stema) județului Roman să fie reprezentată de trei spice de grâu.